# عینات
عینات (به عربی: عینات) یک منطقهٔ مسکونی در یمن است که در استان حضرموت واقع شده‌است.